# エンマノツノガイ科
エンマノツノガイ科は、腹足類の分類によると、新生腹足類、吸腔類に属する巻貝の科である。今から約5千万年前、温暖で火山活動が活発で炭酸が豊富であった始新世に、テチス海で繁栄した種族である。

†Campanile giganteumの化石がパリ盆地で見つかっており、螺旋に沿った殻の成長速度は60cm/年と速く、殻長は60cmに達した。浅い海底の藻類を食べていたと考えられている。オニノツノガイ類と近縁であるが、近い時期に発生した植物食性のソデボラ科が広範囲に分化・分布したのとは対照的に、本科は現在ではエンマノツノガイ Campanile symbolicumのみが生息し、他の種は絶滅してしまった。

エンマノツノガイは雄性先熟でペニスはなく、精子には異型があり精夾に収められ、成熟したメスが受け取る。メスの輸卵管は開いていて他の新生腹足類に比べると生殖器の発達段階は古い（下表参照）。ゼリー状の卵塊の中に管状の卵嚢がつつまれて産まれる。ベリジャー幼生期は卵塊のなかで進行し、稚貝は球状で表面は滑らか。このように浮遊幼生期を経ず直接巻貝として生まれるため、生息域はオーストラリア南西部に限られ、潮間帯下の砂底に生息する。
| 項目       | エンマノツノガイ | オニノツノガイ科 | タニシ科   |
| ---------- | ---------------- | ---------------- | ---------- |
| 性別       | 雄性先熟         | 雌雄別あり       | 雌雄別あり |
| ペニス     | なし             | なし             | 右触角     |
| 精子の形態 | 精夾, 異型あり   | 精夾             | 異型あり   |
| 輸卵管     | 溝状に開く       | 同左             | 閉じる     |
| 産卵       | 卵塊             | 紐状卵塊         | 卵胎生     |
| 殻口       | 45度で切れ込む   | 水管溝あり       | 丸い       |

## 種類
エンマノツノガイ科 Campanilidae にはエンマノツノガイ属 Campanile のみが属する。主な種を下表に示す。なお†印は化石種を、単位のMaは百万年前を表す。
| 種名            | 時代                          | 殻長     | 分布                      |
| --------------- | ----------------------------- | -------- | ------------------------- |
| †C. auvertianum | バートニアン（始新世）41-38Ma | 30cm以下 |                           |
| †C. brookmani   | 暁新世 61Ma                   |          | パキスタン                |
| †C. cornucopiae | 始新世                        | 5cm以下  |                           |
| †C. giganteum   | 暁新世 56Ma-中新世 11Ma       | 60cm以下 | イングランド-インドネシア |
| C. symbolicum   | 鮮新世 3Ma-現生               | 24cm以下 | オーストラリア南西部      |